# 沈谦芳
沈谦芳（1965年5月—），男，安徽岳西人，中共党员，中华人民共和国地方政治人物。

## 生平
1987年本科毕业于安徽师范大学，1990年硕士毕业于兰州大学，1995年博士毕业于中国人民大学。1995年8月博士毕业后于江西财经大学任教，先后任江西财经大学马列主义教学部副主任、主任，副教授、教授。1999年7月，任江西省社会科学界联合会专职副主席。2003年12月，任上饶师范学院党委委员、常务副院长。2004年5月，任上饶师范学院党委副书记。
2006年8月，任江西省委党史研究室主任。2013年12月，任江西省委副秘书长（正厅级），不再担任省委党史研究室室主任职务。2016年1月，任江西省委副秘书长、省委政研室主任。2021年9月，任江西省委副秘书长、省委办公厅主任。